# ماهو تومیتا
ماهو تومیتا (انگلیسی: Maho Tomita؛ زادهٔ ۱ ژوئن ۱۹۸۷) بازیگر، خواننده، بازیگر خردسال، شخصیت‌های تلویزیونی در ژاپن، و مدل (شخص) اهل ژاپن است. وی از سال ۱۹۹۳ میلادی تاکنون مشغول فعالیت بوده‌است.